# Claus Peter Hant
Claus Peter Hant (geboren ca. 1952 in München) ist ein deutscher Film- und Buchautor. Er ist unter anderem der Schöpfer der Fernsehserie Der Bulle von Tölz.

## Leben
Hant war Mitarbeiter des American Film Institute sowie der Produktionsfirma Warner Brothers. Claus P. Hant lebt im irischen Dublin.
Filme von Claus Hant wurden für den Grimme-Preis nominiert und mit dem Goldenen Löwen, dem Cadrage Succes, Romy und dem Bayerischen Filmpreis ausgezeichnet.

## Werke
Drehbücher
- Der Bulle von Tölz
  - Folge 1: Das Amigo-Komplott (1996; Regie: Walter Bannert)
  - Folge 2: Tod im Internat (1996; Regie: Walter Bannert)
  - Folge 3: Unter Freunden (1996; Regie: Walter Bannert)
  - Folge 5: Tod am Altar (1996; Regie: Walter Bannert)
  - Folge 6: Tod auf Tournee (1997; Regie: Walter Bannert)
  - Folge 9: Tod in der Brauerei (1997; Regie: Walter Bannert)
  - Folge 20: Tod aus dem All (1999; zusammen mit Franz Xaver Sengmüller; Regie: Walter Bannert)
- Der Räuber Hotzenplotz (2006; zusammen mit Ulrich Limmer; Regie: Gernot Roll)
- Das wilde Leben (2007; zusammen mit Dagmar Benke, Achim Bornhak und Olaf Kraemer; Regie: Achim Bornhak)
- Der große Kater (2010; zusammen mit Dietmar Güntsche; Regie: Wolfgang Panzer)

Kriminalroman
- Weltspartag. Benno Berghammer ermittelt. Scherz Verlag, Frankfurt am Main 2007, ISBN 978-3-502-11039-2.

Sachbuch
- Das Drehbuch. Praktische Filmdramaturgie. Zweitausendeins, Frankfurt am Main 1999, ISBN 978-3-86150-304-0.
- Hitler, Die wenig bekannten Fakten, Bookmundo, Rotterdam, 2020, ISBN 978-94-036-0415-2

In englischer Sprache
- Young Hitler. A Non Fiction Novel. Quartet Books, London 2010, ISBN 978-0-7043-7182-8.[3]